# まりなりなぁV3!〜precious stories〜
『まりなりなぁV3!〜precious stories〜』は、2011年12月21日に大野まりなのアイドルデビューから25年におよぶ芸能生活の記念として発売されたベスト・アルバム。

## 概要
前2作は萌えソング（電波ソング）がほとんどを占めるアルバムであったが、四半世紀にわたる大野の活動を集大成した今作はアイドル歌謡から電波ソングまで幅広い曲が収録されている。当初、大野自身の意思により「お金に換えられない道のりとしての」『precious stories』を本題とする予定であったが、前作までとの関係を考え副題となった。
選曲は大野自身により行われ、「私が泣いている時も笑っている時も曲が表現してくれている」「このアルバムは大野まりな自身」「私の歩みを表現してくれている 〜precious stories〜 なんです」とその意義を語っている。

## 収録曲
1. Hang in there! (「声優グランプリCD」より)
  - 作詞：小笠原ちあき 編曲・作曲：須藤慎一
2. 素直になれるなんて (NEC PC-FX「となりのプリンセス」オープニングテーマ)
  - 作詞：只野和子 作曲：竹林一敏 編曲：岸村正実
3. DREAM OF YOU (「ファーストKiss☆物語」キャラクターソング)
  - 作詞・作曲：小笠原千晶  編曲：景家淳
4. Happy Faceはとまらない (「妹でいこう!」キャラクターソング)
  - 作詞・作曲・編曲：畑亜貴
5. あゆみちゃんLOVE ALL!! (「あゆみちゃんLABO」テーマソング)
  - 作詞：RB26DETT 作曲・編曲：畑亜貴
6. アキバで抱きしめて ～HOLD ON ME @ AKIHABARA～ (「私立アキハバラ学園」テーマソング)
  - 作詞：桑島由一 作曲：Bun Yoshida & Yoshihito Hata (DOORS) 編曲：Blasterhead
7. ハラタマ・キヨタマ (「巫女～みにょ!～」テーマソング)
  - 作詞・作曲：milktub 編曲：藤田淳平
8. モキュモキュ ～テリ☆ミックス～ (「テリ☆みっくす」テーマソング)
  - 作詞：bamboo（milktub） 作曲：上松範康 編曲：藤田淳平
9. ぱや♪ぱや♪ (「プロジェクトXuse」テーマソング)
  - 作詞：畑亜貴 作曲・編曲：景家淳
10. 奇跡のシンデレラ (「エイケン」キャラクターソング)
  - 作詞：有森聡美 作曲：津田和恵 編曲：大平勉・津田和恵
11. 瞳にパノラマ・ブルー (「蒼い海のトリスティア(OVA)」キャラクターソング)
  - 作詞・作曲・編曲：畑亜貴
12. ちゅい～ん! (「やきもちツインベル」テーマソング)
  - 作詞：畑亜貴 作曲・編曲：細江慎治
13. Starry sky～星空に願いをこめて～
  - 作詞：大野まりな 作曲・編曲：景家淳
14. いたずら天国・さいばぁ編 (「Soul Link」キャラクターソング)
  - 作詞・藤原拓樹 作曲・編曲：景家淳

## 解説
Hang in there!
大野が紆余曲折の末に、ようやく歌手となる夢を叶えて初の曲。夢に向かって頑張る人を応援する歌詞で、『ラジオ 声優グランプリ』で頻繁にかけられた。収録されたCDの発売が受験の時期であったことからお守りとして持たれ、「おかげで合格した」という葉書をよくもらったという。大野自身も落ち込んだ時はこの曲を聞いている。
素直になれるなんて
PC-FXのイメージキャラクターロルフィーを主役としたゲームの主題歌。ロルフィーは大野が初めて役をもらったキャラクターで、当時はよくそのコスプレをして歌った。
DREAM OF YOU
それまでは地声に近い声で歌っていたが、初めて役用につくった声でキャラクターソングとして歌われた。
上記三曲は発売時期が古く、入手困難になっていたものを愛好者の意見を反映させて特に選んだもの。
Happy Faceはとまらない
畑亜貴との出会いのきっかけとなった曲。
あゆみちゃんLOVE ALL!!
合いの手を工夫し、カヴァーもされるなど萌えソングとしての代表曲の一つ。
アキバで抱きしめて ～HOLD ON ME @ AKIHABARA～
劈頭の8bit電子音が特徴的。この曲で大野まりなの色が固まったという。
モキュモキュ ～テリ☆ミックス～
「モキュモキュ」の連呼が特徴的な萌えソング。
ぱや♪ぱや♪
景家の提案で曲中に呪文を織り込み、ライブでは大きく盛り上がるので必ず歌われる。
Starry sky～星空に願いをこめて～
1stアルバム『まりなりなぁ』発売後に、声をつくった電波ソングでなく素の声で歌いたいとの要望でつくられたバラード。